# Franck Debié
Pour les articles homonymes, voir Debie.
Franck Debié est un géopolitologue français né 24 mars 1966 à Mulhouse (Haut-Rhin).
Il dirige aujourd'hui la cellule de prospective 'EP2025' au sein du cabinet du Secrétaire général du Parlement européen.

## Biographie

### Jeunesse et études
Franck Debié naît le 24 mars 1966 à Mulhouse. 
Après des études en classes préparatoires, il intègre l’École normale supérieure de la rue d'Ulm (promotion 1986). 
Il obtient une licence de géographie ainsi qu'une licence d'histoire à l'université Paris-Sorbonne en 1987, puis une maîtrise de géographie en 1988, et enfin un DEA en 1989. 
Il est ensuite admis à l'École des hautes études commerciales de Paris, où il obtient un Master of Science en administration des affaires en 1992.
En 1990, il est reçu à l'agrégation de géographie. Après l'obtention de l'agrégation, il étudie à l'université d'Oxford comme Besse Scholar, en préparation de son doctorat. Il obtient en 1996 un doctorat en géographie à Paris IV sur « la géographie de la paix à la fin de la Guerre froide », sous la direction de Paul Claval.

### Parcours professionnel
Il dirige depuis sa fondation en juin 2000 le Centre de géostratégie de l'École normale supérieure à Paris et enseigne également la gestion des risques internationaux et les questions européennes à HEC. 
En 2002, il rejoint l'équipe d'Alain Juppé comme directeur des études de l'Union pour un Mouvement Populaire (UMP). En 2004, il a été nommé directeur général de la Fondation pour l'innovation politique nouvellement créée, et présidée par Jérôme Monod.
En octobre 2008, il cède sa place à Dominique Reynié et prend la direction politique de European Ideas Network (EIN), réseau de think tanks du groupe PPE-DE au Parlement européen de Bruxelles. Franck Debié travaille avec le Secrétaire Général du Parlement européen, Klaus Welle, depuis 2011. Il dirige depuis cette date la cellule de prospective 'EP2025' au sein de son cabinet et fait partie du comité de pilotage du Système européen d'analyse et de prévision (ESPAS) qui fait collaborer les experts de prospective de la Commission européenne, du Secrétariat général du Conseil, du Parlement européen, du Service Européen d'Action Extérieure, du Comité des Régions et du Comité Economique et Social. 
Il est l'auteur de plusieurs ouvrages sur le Proche-Orient et les Balkans.
Il est membre de l'Institut Diderot (Paris), dirigé par le professeur Dominique Lecourt.